# Вулиця Нагірних (Львів)
Вулиця Нагірних — вулиця у Франківському районі міста Львова, в місцевості Новий Світ (На Байках). Сполучає вулиці Бедржиха Сметани та Академіка Рудницького, утворюючи перехрестя з вулицями Цегельського та Академіка Ярослава Ісаєвича.

## Історія
Утворення вулиці та її інтенсивна забудова бере початок у 1920–1930 роках. Як окремо виділена вулиця з'явилася ще до 1931 року під назвою Гроховська бічна. 1931 року отримала назву — вулиця Стахевича, на честь польського живописця Петра Стахевича (названа так ще за життя митця). 1936 року перейменована на вулицю Іганську , названа так на згадку про битву неподалік села Іґане між польською армією та російськими військами під час Польського повстання 1831 року, століття якої тоді відзначали. Під час німецької окупації, у 1943 році вулиця отримала назву Легарґассе, на честь австрійського композитора угорського походження, видатного майстра віденської оперети Франца Легара. З другим приходом совітів у 1944 році вулиці повернута назва Іганська, а 1946 року перейменована на вулицю Сержантську. Сучасну назву — Нагірних вулиця отримала у 1993 році, на пошану видатних українських архітекторів, батька та сина, Василя та Євгена Нагірних.

## Забудова
Забудова вулиці Нагірних — двоповерховий конструктивізм 1930-х років у стилі «баугауз», сучасна садибна.